# Adam Carson
Adam Carson (Ukiah, 5 febbraio 1975) è un batterista statunitense, celebre come batterista degli AFI, di cui è uno dei fondatori assieme al cantante Davey Havok.
È stato anche componente dei Tiger Army, con i quali ha pubblicato l'album di debutto, Tiger Army ed un EP, Early Years EP. È stato inoltre componente degli Influence 13, gruppo formato da Nick 13, Jade Puget (poi entrato negli AFI nel 1998), Geoff Kresge (che ha lasciato gli AFI nel 1996) ed altri due componenti.

## Discografia

### Album in studio
- 1995 - Answer That and Stay Fashionable
- 1996 - Very Proud of Ya
- 1997 - Shut Your Mouth and Open Your Eyes
- 1998 - Black Sails in the Sunset
- 2000 - The Art of Drowning
- 2003 - Sing the Sorrow
- 2006 - Decemberunderground
- 2009 - Crash Love

### Raccolte
- 2004 - AFI

### Con i Tiger Army

#### Album in studio
- 1999 - Tiger Army

#### EP
- 2002 - Early Years EP

### Con la Steve Carson Band
- 2005 - Kindness[3]